# Canton de Dol-de-Bretagne
Le canton de Dol-de-Bretagne est une circonscription électorale française située dans le département d'Ille-et-Vilaine et la région Bretagne.

## Histoire
À la suite du redécoupage cantonal de 2014, les limites territoriales du canton sont remaniées. Le nombre de communes du canton passe de 8 à 31.

## Représentation

### Conseillers généraux de 1833 à 2015
| Période | Période      | Identité                              | Étiquette        | Qualité |
| ------- | ------------ | ------------------------------------- | ---------------- | --- |
| 1833    | 1842         | François Marie Lecompte               |                  | Ancien maire,notaire à Saint-Servan puis juge au tribunal de Redon |
| 1842    | 1848         | Jean-Baptiste Corbinais (1790-1863)   |                  | Propriétaire,juge de paix,maire de Dol-de-Bretagne |
| 1848    | 1865 (décès) | Pierre-Marie Deminiac                 | Bonapartiste     | Notaire à Dol-de-Bretagne |
| 1865    | 1875 (décès) | François Deminiac (fils du précédent) | Bonapartiste     | NotaireMaire de Dol-de-Bretagne |
| 1876    | 1891 (décès) | Auguste Joseph Lejamptel              | Républicain      | Pharmacien,maire de Dol-de-Bretagne |
| 1891    | 1892         | Pierre-Mathurin Flaux                 | Républicain      | Vétérinaire à Dol-de-Bretagne, conseiller d'arrondissement |
| 1892    | 1895         | Alfred Lejamptel (fils du précédent)  | Républicain      | Docteur en médecine,pharmacien,maire de Dol-de-Bretagne |
| 1895    | 1920 (décès) | Pierre-Mathurin Flaux                 | Républicain      | Médecin vétérinaire,maire de Dol-de-Bretagne (1917-1919) |
| 1920    | 1940         | Charles Stourm                        | RG-URD           | Militaire,sénateur (1932-1940),maire de Dol-de-Bretagne |
|         |              |                                       |                  | |
| 1943    | 1945         | Louis Thézé                           | ?                | Conseiller municipal de Mont-Dol Nommé conseiller départemental en 1943 |
|         |              |                                       |                  | |
| 1945    | 1976         | Yves Estève                           | RS>RPF> UNR> UDR | Notaire,sénateur d'Ille-et-Vilaine (1948-1980) |
| 1976    | 1987 (décès) | Jean Hamelin                          | UDR> RPR         | Député d'Ille-et-Vilaine (1965-1973 et 1975-1986),maire de Dol-de-Bretagne (1971-1987)                                                                                           |
| 1988    | 2001         | Michel Esneu                          | RPR              | Professeur,maire de Dol-de-Bretagne,sénateur d'Ille-et-Vilaine (1998-2008), président de la communauté de communes du pays de Dol-de-Bretagne et de la baie du Mont-Saint-Michel |
| 2001    | 2008         | Joseph Gardan                         | DVD > UMP        | Cadre administratif,maire de Baguer-Morvan |
| 2008    | 2015         | Jean-Luc Bourgeaux                    | UMP              | Agriculteur Maire de Cherrueix (2001-2020) Suppléant du député René Couanau |

### Conseillers d'arrondissement (de 1833 à 1940)
| Période                                  | Période          | Identité                      | Étiquette            | Qualité |
| ---------------------------------------- | ---------------- | ----------------------------- | -------------------- | --- |
| 1833                                     | 1845             | Joseph Marie Amant            |                      | Chirurgien, adjoint au maire de Dol                                                                         |
| 1845                                     | 1848             | Alcide Aurèle Macé            |                      | Avocat et propriétaire à Dol                                                                                |
|                                          |                  |                               |                      | |
|                                          | 1891 (démission) | Pierre-Mathurin Flaux         |                      | Vétérinaire à Dol                                                                                           |
| 19/07/1891                               | 31/07/1904       | Alexandre Lamotte (1847-1931) | Républicain          | Élu premier adjoint au maire de Dol de Bretagne le 7 juin 1891.                                             |
| 31/07/1904                               | 1910             | Louis Lemarié                 | Républicain libéral  | Avocat, maire de Mont-Dol (1882-1932), Sénateur (1907-1932)                                                 |
| 1910                                     | 1919             | Henri Edouard Gasnier-Duparc  | Républicain          | Négociant à Dol                                                                                             |
| 1919                                     | 1928 (décès)     | Alfred Lecompte               |                      | Cultivateur, maire de Cherrueix                                                                             |
| 1928                                     |                  | Pierre Contin                 | Républicain national | Agriculteur à Baguer-Morvan                                                                                 |
| 1940                                     |                  |                               |                      | Les conseils d'arrondissement ont été suspendus par la loi du 12 octobre 1940 et n'ont jamais été réactivés |
| Les données manquantes sont à compléter. |                  |                               |                      | |

### Conseillers départementaux à partir de 2015
| Période élective | Période élective | Mandat | Mandat   | Identité           | Nuance | Nuance | Qualité |
| ---------------- | ---------------- | ------ | -------- | ------------------ | ------ | ------ | --- |
| 2015             | 2021             | 2015   | 2021     | Jean-Luc Bourgeaux |        | DVD    | Agriculteur-propriétaire exploitant Maire de Cherrueix (2001-2020) Député de la 7e circonscription d'Ille-et-Vilaine (depuis 2020) |
| 2015             | 2021             | 2015   | 2021     | Agnès Toutant      |        | DVD    | Industriel-Chef d'entreprise Adjointe au maire de Miniac-Morvan jusqu'en 2020, conseillère municipale d'opposition depuis 2020     |
| 2021             | 2028             | 2021   | en cours | Jean-Luc Bourgeaux |        | DVD    | Agriculteur-propriétaire exploitant Député (apparenté au groupe LR) de la 7e circonscription d'Ille-et-Vilaine (depuis 2020)       |
| 2021             | 2028             | 2021   | en cours | Agnès Toutant      |        | DVD    | Industriel-Chef d'entreprise Conseillère municipale d'opposition de Miniac-Morvan (depuis 2020)                                    |

### Résultats détaillés

#### Élections de mars 2015
À l'issue du 1er tour des élections départementales de 2015, deux binômes sont en ballottage : Jean-Luc Bourgeaux et Agnès Toutant (DVD, 47,39 %) et Olivier Barbette et Patricia Ferlaux (FN, 23,73 %). Le taux de participation est de 52,41 % (16 165 votants sur 30 846 inscrits) contre 50,9 % au niveau départemental et 50,17 % au niveau national.
Au second tour, Jean-Luc Bourgeaux et Agnès Toutant (DVD) sont élus avec 72,5 % des suffrages exprimés et un taux de participation de 51,79 % (10 350 voix pour 15 975 votants et 30 846 inscrits).

#### Élections de juin 2021
Le premier tour des élections départementales de 2021 est marqué par un très faible taux de participation (33,26 % au niveau national). Dans le canton de Dol-de-Bretagne, ce taux de participation est de 34,76 % (11 334 votants sur 32 607 inscrits) contre 34,85 % au niveau départemental. À l'issue de ce premier tour, deux binômes sont en ballottage : Jean-Luc Bourgeaux et Agnès Toutant (DVD, 50,5 %) et Henri Huet et Céline Lelaumier (RN, 19,06 %).
Le second tour des élections est marqué une nouvelle fois par une abstention massive équivalente au premier tour. Les taux de participation sont de 34,36 % au niveau national, 34,98 % dans le département et 35,83 % dans le canton de Dol-de-Bretagne. Jean-Luc Bourgeaux et Agnès Toutant (DVD) sont élus avec 76,82 % des suffrages exprimés (8 158 voix pour 11 686 votants et 32 615 inscrits),,. 

## Composition

### Composition avant 2015
Le canton de Dol-de-Bretagne regroupait 8 communes entières.
| Nom                         | Code Insee | Codepostal | Superficie (km2) | Population (dernière pop. légale) | Densité (hab./km2) |
| --------------------------- | ---------- | ---------- | ---------------- | --------------------------------- | ------------------ |
| Dol-de-Bretagne (chef-lieu) | 35095      | 35120      | 15,53            | 5 412 (2012)                      | 348                |
| Baguer-Morvan               | 35009      | 35120      | 23,11            | 1 595 (2012)                      | 69                 |
| Baguer-Pican                | 35010      | 35120      | 15,63            | 1 509 (2012)                      | 97                 |
| Cherrueix                   | 35078      | 35120      | 12,69            | 1 131 (2012)                      | 89                 |
| Epiniac                     | 35104      | 35120      | 23,77            | 1 402 (2012)                      | 59                 |
| Mont-Dol                    | 35186      | 35120      | 26,44            | 1 173 (2012)                      | 44                 |
| Roz-Landrieux               | 35246      | 35120      | 18,10            | 1 313 (2012)                      | 73                 |
| Le Vivier-sur-Mer           | 35361      | 35960      | 2,24             | 1 029 (2012)                      | 459                |

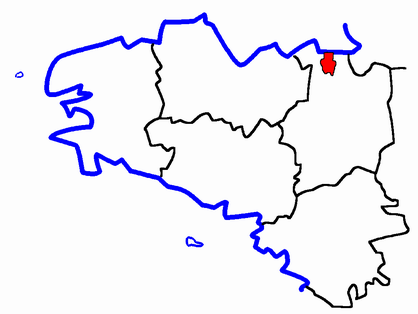
Situation du canton de Dol-de-Bretagne dans le département d'Ille-et-Vilaine avant 2015.

Le territoire cantonal n'incluait aucune commune supprimée après 1795 dans son territoire antérieur à 2015.
À la suite du redécoupage des cantons pour 2015, les huit communes sont à nouveau rattachées au canton de Dol-de-Bretagne auquel s'ajoutent les neuf communes du canton de Châteauneuf-d'Ille-et-Vilaine, les onze du canton de Pleine-Fougères et trois communes du canton de Cancale.

### Composition depuis 2015
Le nouveau canton de Dol-de-Bretagne regroupe 31 communes entières.
| Nom                                     | Code Insee | Intercommunalité                                     | Superficie (km2) | Population (dernière pop. légale) | Densité (hab./km2) | Modifier                                    |
| --------------------------------------- | ---------- | ---------------------------------------------------- | ---------------- | --------------------------------- | ------------------ | ------------------------------------------- |
| Dol-de-Bretagne (bureau centralisateur) | 35095      | CC du pays de Dol et de la baie du Mont-Saint-Michel | 15,53            | 5 786 (2022)                      | 373                | modifier les données · modifier les données |
| Baguer-Morvan                           | 35009      | CC du pays de Dol et de la baie du Mont-Saint-Michel | 23,11            | 1 697 (2022)                      | 73                 | modifier les données · modifier les données |
| Baguer-Pican                            | 35010      | CC du pays de Dol et de la baie du Mont-Saint-Michel | 15,63            | 1 764 (2022)                      | 113                | modifier les données · modifier les données |
| La Boussac                              | 35034      | CC du pays de Dol et de la baie du Mont-Saint-Michel | 21,93            | 1 250 (2022)                      | 57                 | modifier les données · modifier les données |
| Broualan                                | 35044      | CC du pays de Dol et de la baie du Mont-Saint-Michel | 12,76            | 411 (2022)                        | 32                 | modifier les données · modifier les données |
| Châteauneuf-d'Ille-et-Vilaine           | 35070      | CA Saint-Malo Agglomération                          | 1,38             | 1 679 (2022)                      | 1 217              | modifier les données · modifier les données |
| Cherrueix                               | 35078      | CC du pays de Dol et de la baie du Mont-Saint-Michel | 12,69            | 1 106 (2022)                      | 87                 | modifier les données · modifier les données |
| Epiniac                                 | 35104      | CC du pays de Dol et de la baie du Mont-Saint-Michel | 23,77            | 1 423 (2022)                      | 60                 | modifier les données · modifier les données |
| La Fresnais                             | 35116      | CA Saint-Malo Agglomération                          | 14,43            | 2 508 (2022)                      | 174                | modifier les données · modifier les données |
| Hirel                                   | 35132      | CA Saint-Malo Agglomération                          | 9,85             | 1 384 (2022)                      | 141                | modifier les données · modifier les données |
| Lillemer                                | 35153      | CA Saint-Malo Agglomération                          | 3,74             | 383 (2022)                        | 102                | modifier les données · modifier les données |
| Miniac-Morvan                           | 35179      | CA Saint-Malo Agglomération                          | 31,03            | 4 379 (2022)                      | 141                | modifier les données · modifier les données |
| Mont-Dol                                | 35186      | CC du pays de Dol et de la baie du Mont-Saint-Michel | 26,44            | 1 076 (2022)                      | 41                 | modifier les données · modifier les données |
| Pleine-Fougères                         | 35222      | CC du pays de Dol et de la baie du Mont-Saint-Michel | 31,98            | 1 978 (2022)                      | 62                 | modifier les données · modifier les données |
| Plerguer                                | 35224      | CA Saint-Malo Agglomération                          | 20,19            | 2 871 (2022)                      | 142                | modifier les données · modifier les données |
| Roz-Landrieux                           | 35246      | CC du pays de Dol et de la baie du Mont-Saint-Michel | 18,10            | 1 376 (2022)                      | 76                 | modifier les données · modifier les données |
| Roz-sur-Couesnon                        | 35247      | CC du pays de Dol et de la baie du Mont-Saint-Michel | 25,86            | 1 036 (2022)                      | 40                 | modifier les données · modifier les données |
| Sains                                   | 35248      | CC du pays de Dol et de la baie du Mont-Saint-Michel | 10,25            | 457 (2022)                        | 45                 | modifier les données · modifier les données |
| Saint-Benoît-des-Ondes                  | 35255      | CA Saint-Malo Agglomération                          | 2,92             | 966 (2022)                        | 331                | modifier les données · modifier les données |
| Saint-Broladre                          | 35259      | CC du pays de Dol et de la baie du Mont-Saint-Michel | 23,81            | 1 166 (2022)                      | 49                 | modifier les données · modifier les données |
| Saint-Georges-de-Gréhaigne              | 35270      | CC du pays de Dol et de la baie du Mont-Saint-Michel | 12,15            | 377 (2022)                        | 31                 | modifier les données · modifier les données |
| Saint-Guinoux                           | 35279      | CA Saint-Malo Agglomération                          | 6,37             | 1 247 (2022)                      | 196                | modifier les données · modifier les données |
| Saint-Marcan                            | 35291      | CC du pays de Dol et de la baie du Mont-Saint-Michel | 7,68             | 432 (2022)                        | 56                 | modifier les données · modifier les données |
| Saint-Père-Marc-en-Poulet               | 35306      | CA Saint-Malo Agglomération                          | 19,74            | 2 399 (2022)                      | 122                | modifier les données · modifier les données |
| Saint-Suliac                            | 35314      | CA Saint-Malo Agglomération                          | 5,46             | 977 (2022)                        | 179                | modifier les données · modifier les données |
| Sougeal                                 | 35329      | CC du pays de Dol et de la baie du Mont-Saint-Michel | 14,15            | 544 (2022)                        | 38                 | modifier les données · modifier les données |
| Trans-la-Forêt                          | 35339      | CC du pays de Dol et de la baie du Mont-Saint-Michel | 14,83            | 638 (2022)                        | 43                 | modifier les données · modifier les données |
| Le Tronchet                             | 35362      | CA Saint-Malo Agglomération                          | 11,35            | 1 204 (2022)                      | 106                | modifier les données · modifier les données |
| Vieux-Viel                              | 35354      | CC du pays de Dol et de la baie du Mont-Saint-Michel | 8,77             | 328 (2022)                        | 37                 | modifier les données · modifier les données |
| La Ville-ès-Nonais                      | 35358      | CA Saint-Malo Agglomération                          | 4,34             | 1 226 (2022)                      | 282                | modifier les données · modifier les données |
| Le Vivier-sur-Mer                       | 35361      | CC du pays de Dol et de la baie du Mont-Saint-Michel | 2,24             | 1 062 (2022)                      | 474                | modifier les données · modifier les données |
| Canton de Dol-de-Bretagne               | 3507       |                                                      | 452,48           | 45 130 (2022)                     | 100                | modifier les données                        |

## Démographie

### Démographie avant 2015
| 1962   | 1968   | 1975   | 1982   | 1990   | 1999   | 2006   | 2011   | 2012   |
| ------ | ------ | ------ | ------ | ------ | ------ | ------ | ------ | ------ |
| 11 923 | 11 541 | 11 626 | 11 825 | 12 065 | 12 079 | 13 118 | 14 476 | 14 564 |

### Démographie depuis 2015
En 2022, le canton comptait 45 130 habitants, en évolution de +3,07 % par rapport à 2016 (Ille-et-Vilaine : +5,46 %, France hors Mayotte : +2,11 %).
| 2013   | 2018   | 2022   |
| ------ | ------ | ------ |
| 42 543 | 44 174 | 45 130 |